# Metallo bianco
Il metallo bianco, detto anche impropriamente "metallo antifrizione" è una lega, in origine a base di piombo, usata per le superfici di contatto dei cuscinetti a strisciamento, per il supporto di alberi meccanici in rotazione.
Nonostante il nome comune di "metallo antifrizione", tale dicitura è errata, dato che è stato dimostrato che lo sforzo di scorrimento sul metallo è superiore di quello rilevato sul bronzo.
L'uso è invece giustificato dal fatto che il metallo bianco assolve ad altre due diverse funzioni: quella di deformarsi plasticamente alle discontinuità di superficie dell'albero supportato (pur conservando nella massa di lega componenti maggiormente resistenti); e di avere una eccellente capacità di sottrazione del calore.
La funzione pura e semplice di ridurre l'attrito è invece affidata al lubrificante, per cui le superfici metalliche di albero e cuscinetto in realtà non vengono mai in contatto.
Partendo da leghe a base di piombo si è in seguito notato che il migliore risultato tecnologico si ha con leghe di stagno, in particolare di stagno con minime percentuali di rame. Il nome di tale lega detta lega Babbitt, dal nome dello scopritore, è stato usato fino a diventare sinonimo in inglese per la lavorazione di deposizione del metallo (to babbitt). Tale lega è però molto costosa, a causa del costo dello stagno.
Per la produzione di massa si è trovato recentemente un buon compromesso di efficienza/costo con leghe di piombo e tracce di calcio e bario.
La lega è deposta per fusione, utilizzando le temperature di fusione relativamente basse (da 300 a 450 °C).
Storicamente il metallo bianco è stata anche una lega primitiva di piombo, un tempo usata per creare i cosiddetti "soldatini di piombo". In seguito il piombo è stato per tale uso sostituito dal peltro, che non contiene piombo, a causa del possibile avvelenamento da piombo che si sarebbe potuto causare nell'uso di giocattoli, o parti da manipolare.
Si tratta di una lega composta principalmente da stagno (95%), e da minime percentuali piombo di antimonio. Veniva usato per fabbricare le miniature per via della sua proprietà di potersi colare negli stampi con bordi e particolari ben definiti.
| Controllo di autorità | GND (DE) 7698496-5 |